# Parafia Przemienienia Pańskiego w Rożyszczach
Parafia Przemienienia Pańskiego w Rożyszczach – parafia rzymskokatolicka w Rożyszczach, należy do dekanatu Łuck w diecezji łuckiej.
Budowę kościoła murowanego, z cegły rozpoczął w 1921 r. ze składek wiernych ks. Telesfor Kawczyński - miejscowy proboszcz. Pracę kontynuował i budowę dokończył jego następca ks. Jerzy Zwoliński, który kościół też odpowiednio uposażył. Poświęcił w 1931 r. bp pomocniczy Stefan Walczykiewicz.
Parafia powstała w 1921 r. Należała do niej również kaplica drewniana w Żołobowie na cmentarzu wojennym z czasów I wojny światowej. Obecnie nie istnieje, zniszczona w nie znanych okolicznościach.
W 1938 r. parafia liczyła 3571 wiernych i należały do niej miejscowości: Rożyszcze, Adamówka, Aleksandrówka: Nowa i Stara; Baszowa, Bejnerówka, Cecylówka, Czebenie Nowe, Dolina, Dubiszcze Nowe, Dymitrówka, Francuzy, Frydrychówka, Gliniszcze, Glińcze, Jurydyka, Karolinówka, Katerynówka, Kiryłucha, Kopaczowski posiołek, Kopaczówka: Nowa i Stara; Kozin, Krzemieniec: Nowy i Stary; Lubcza, Magazyn, Maniowa, Marianówka, Michalin, Michałówka, Olganówka: Nowa i Stara; Ostrowie, Perespa, Podliski, Pożarki (dwór), Rudka Kozińska, Rudnia Nowa, Sitarówka, Szpanów, Topólno, Użowa, Wasylówka, Wołnianka, Zaliście, Żołobów, Żubrowszczyzna.